# Свети Никола Стари (Лом)
Вижте пояснителната страница за други значения на Свети Никола.
„Свети Никола Стари“ е възрожденска православна църква в дунавския град Лом, България.

## Местоположение
Храмът е разположен в центъра на северния квартал Боруна, бившата турска махала.

## История
Църквата е възстановена през 1818 година по инициативата на ломския чорбаджия Цеко. В 1828 година, по време на Руско-турската война, е разрушена от властите, за да се използва каменния материал за укрепване на Калето. Според дописка от Ломската община в „Цариградски вестник“ от 7 октомври 1856 година, в турската махала още стоели стените и покривът на една много стара църква, „за която ни един от нашите бащи не знае да ни каже кога е направена и от кога е запустяла, само толко ни уверяват, че има вътре нещо на камен писано, но на кой начин и на кой язик не знаят! Мнозина от нас, ако и да искаха и да искат да влезат в нея само за да я прегледат, но не им ся допусти, а и не смеят като е в османската махала… и така това някогашно свято място стои от толко века запустено и забравено!“
Едно от първите килийни училища във Видинска епархия е открито през 1760 г. в борунската църква.
Църквата е възстановена в 1885 година, когато вече градът е в Княжество България. Част от иконите в храма са рисувани от зографи представители на Дебърската художествена школа. Иконата на Света Богородица е дело на Нестор Траянов и е подписана „Из рука Нестор Трайков Дебрали 1886“. От 1861 година е иконата на Богородица Сладколюбеща, дело на видния майстор Дичо Зограф, която е била в църквата с подпис „Из ръка Д. Зографа от Дебърско, държав. С. Тресонче, 1861“, но по-късно тази икона изчезва.
В 1975 година църквата е обявена за паметник на културата. През 2006 г. е ремонтирана по проект на община Лом, финансиран по програмата „Красива България“.